# Frank Tallman
Frank Gifford Tallman född 17 april 1919 i Orange New Jersey död 15 april 1978 i Santiago Peak Trabuco Canyon Kalifornien, var en amerikansk stuntpilot under 1960-1970 talen.
Tallman bildade tillsammans med piloten Paul Mantz flygföretaget Tallmantz Aviation 1961. Företagets verksamhet bestod i att förse filmbolagen med piloter, historiska flygplan och flygplan som kunde användas vid flygfotografering. Trots att han skadade sitt ben i en go-cart olycka 1965, lärde han sig flyga igen med en benprotes. Bland hans stuntflygningar uppmärksammades flygningen genom reklamtavlan i filmen En ding, ding, ding, ding värld 1963. Han omkom under en normal flygning under visuella flygregler (VFR) i en Piper Aztec från Santa Monica Airport till Phoenix, när flygplanet möttes av dåligt väder med låg molnbas och regn. Flygplanet havererade mot Santa Ana Mountains i normal flyghöjd.